# Mohamed Ali Rashwan

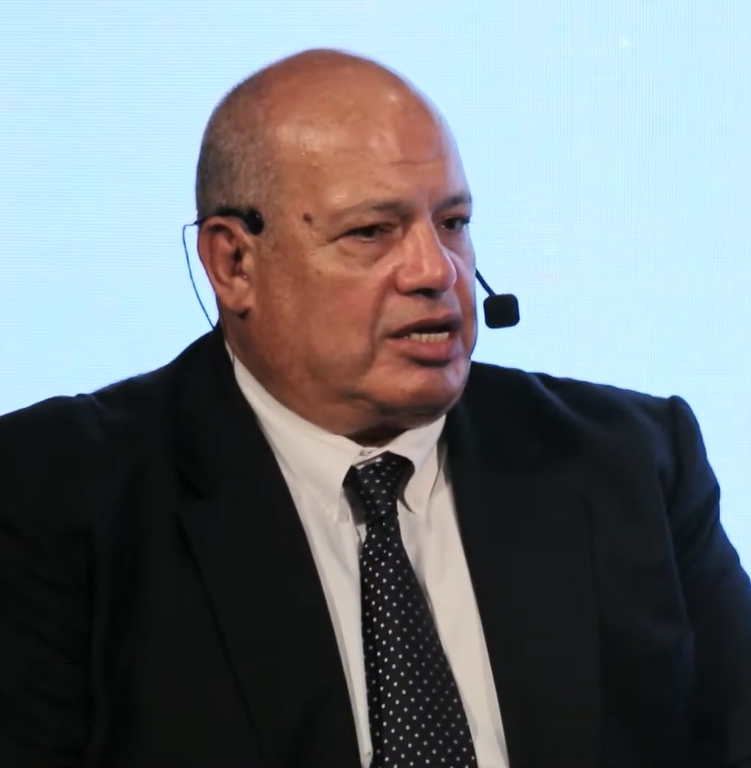
Mohamed Ali Rashwan, 2021

Mohamed Ali Ahmad Rashwan (arabisch محمد علي رشوان, DMG Muḥammad ʿAlī Rašwān; * 16. Januar 1956 in Alexandria) ist ein ehemaliger ägyptischer Judoka. Er war Olympiazweiter 1984 in der offenen Klasse und damit der erste afrikanische Medaillengewinner im Judo bei Olympischen Spielen.

## Sportliche Karriere
Der 1,98 m große Rashwan erkämpfte 1981 und 1982 jeweils eine Bronzemedaille bei den Militärweltmeisterschaften. 1983 folgte Bronze bei den Mittelmeerspielen. Bei den Weltmeisterschaften 1983 in Moskau belegte er den siebten Platz im Schwergewicht. In der offenen Klasse erreichte er das Halbfinale und unterlag dann gegen Vladimír Kocman aus der Tschechoslowakei und im Kampf um Bronze gegen den Ungarn András Ozsvár, so dass er am Ende den fünften Platz belegte.
Bei den Olympischen Spielen 1984 in Los Angeles trat Rashwan nur in der offenen Klasse an. Rashwan gewann seine Kämpfe gegen den Tunesier Bechir Kiiari, den Rumänen Mihai Cioc und den Chinesen Xu Guoqing alle vorzeitig durch Ippon. Im Finale gewann der Japaner Yasuhiro Yamashita nach 1:05 Minuten. Yamashita hatte sich in der zweiten Runde an der rechten Wade verletzt. Im Finale unterließ Rashwan jeglichen Versuch Yamashita über dessen rechtes Bein anzugreifen. Von Journalisten befragt, warum er die Verletzung Yamashitas nicht genutzt habe, erwiderte Rashwan: „Das wäre gegen meine Grundsätze gewesen. Auf diese Weise wollte ich nicht gewinnen.“ Für dieses faire Verhalten wurde der Ägypter mit der Pierre-de-Coubertin-Trophäe ausgezeichnet.
Im Jahr darauf fanden die Weltmeisterschaften in Seoul statt. Im Schwergewicht schied Rashwan gegen den Japaner Hitoshi Saitō aus. In der offenen Klasse erreichte er durch einen Halbfinalsieg gegen Jiří Sosna aus der Tschechoslowakei das Finale gegen den Japaner Yoshimi Masaki und erhielt nach dessen Sieg die Silbermedaille. 1987 gewann Rashwan bei den Mittelmeerspielen sowohl das Schwergewicht als auch die offene Klasse. Bei den Weltmeisterschaften in Essen besiegte er im Schwergewichts-Halbfinale den Bulgaren Dimitar Saprjanow. Im Finale unterlag er Grigori Weritschew aus der Sowjetunion. Drei Tage nach dem Gewinn der Silbermedaille im Schwergewicht belegte er in der offenen Klasse nach zwei Siegen und zwei Niederlagen den fünften Platz. Im Sommer 1988 gewann Rashwan bei den Militärweltmeisterschaften sowohl das Schwergewicht als auch die offene Klasse.
Die offene Klasse stand bei den Olympischen Spielen 1988 in Seoul nicht mehr auf dem Programm. Rashwan bezwang im Achtelfinale den Isländer Sigurdur Bergmann und unterlag dann im Viertelfinale Hitoshi Saitō nach 3:05 Minuten. In der Hoffnungsrunde verlor Rashwan gegen Dimitar Saprjanow und belegte den siebten Platz.
Bei den Weltmeisterschaften 1989 in Belgrad verlor Rashwan im Schwergewichts-Viertelfinale gegen den Japaner Naoya Ogawa. Mit zwei Siegen in der Hoffnungsrunde erreichte er den Kampf um die Bronzemedaille, den er gegen den Polen Rafał Kubacki verlor. 1991 gewann Rashwan noch einmal den Wettbewerb im Schwergewicht bei den Mittelmeerspielen.
Nach seiner internationalen Karriere blieb Rashwan seinem Sport als Schiedsrichter bei internationalen Turnieren und als Funktionär im ägyptischen Judoverband verbunden. Die International Judo Federation nahm Mohamed Ali Rashwan in ihre Hall of Fame auf.